# Trash We'd Love
『Trash We'd Love』(트래쉬 위드 러브)는 2009년 5월 27일에 발매된 더 하이에이터스의 1번째 오리지널 앨범이다. 일본 내 시디번호는 FLCF-4281이며, 2010년 7월 1일 라이센스 음반으로 한국에 발매되었다.

## 개요
더 하이에이터스의 첫 음원이며 이 앨범으로 공식적으로 데뷔했다. 프로듀스는 호소미와 호리에 공동으로 진행, 모든 곡을 호소미가 지었으며 M-2, 11의 두 곡은 masasucks와 공동으로 작업했다. 자켓 일러스트는 마키 카오리(牧かほり)가 맡았으며, 디자인은 BALCOLONY..가 했다. 또한 레이블 사에 의해 공식적으로 공개된 2곡의 뮤직 비디오(, )는 반바 슈이치(番場秀一)와 마츠모토 소라(松本空)가 맡았다.
2009년 6월 8일자 오리콘 차트 집계 결과 약 8만장이 팔렸으며 6월 한달간 월간 차트 순위 3위를 기록했다.
록 밴드의 데뷔 앨범이 첫 등장 만에 위와 같은 기록을 세운 것은 매우 이례적인 일이다.
이 CD는 외국곡으로 분류되어 있어 일본 내 CD 대여점에서는 발매일로부터 1년 정도 지나야 접할 수 있다(수록곡 중 8곡이 영어가사임).

## 차트 집계 정보
- 주간 최고 순위 1위(오리콘 / 2009년 6월 8일자)
- 2009년 6월 월간 순위 3위(오리콘 / 2009년 6월)
- 2009년 연간 순위 51위 (오리콘 / 2009년)

## 수록곡
1. Ghost In The Rain (3:39) - PV로 제작됨.
2. Lone Train Running (3:13)
3. Centipede (3:12)
4. Silver Birch (3:16)
5. 堕天(타천, 타락한 하늘) (3:30)
6. Storm Racers (3:02）
7. Little Odyssey (4:14) - 키보드만 사용했다고 되어 있음.
8. The Flare (4:05) - PV로 제작됨.
9. 紺碧の夜に(검푸른 빛깔의 밤에...) (3:03)
10. ユニコーン(유니콘) (2:31)
11. Twisted Maple Tree (4:55)

전체 작사: 호소미 타케시, 작곡: 호소미 타케시(M-2・11을 제외한 전곡), M-2・11 : 호소미 타케시 & masasucks
프로듀스 : 호소미 타케시, 호리에 히로히사

## 레코딩 구성원
- 호소미 타케시(細美武士) / 보컬・기타
- masasucks / 기타
- 우에노 코지(ウエノコウジ) / 베이스
- 카시쿠라 타카시(柏倉隆史) / 드럼
- 호리에 히로히사(堀江博久) / 키보드(피아노)

## 보충 설명
1. ↑  마지막에 마침표까지 포함한 'BALCOLONY.'가 아티스트 이름입니다.